# Salvinorin
Salvinoriner är en grupp av naturligt förekommande kemiska ämnen och deras strukturanaloger. Flera salvinoriner har renframställts från växten profetsalvia (Salvia divinorum) vilket förklarar ämnenas namn. Kemiskt sett är de både diterpener och furanolaktoner, alltså laktoner med en furangrupp.
Salvinorin A är en hallucinogen med dissociativ effekt. Salvinorin A är en potent agonist för kappa-opioidreceptorer.
| Namn             | Strukturformel | R1      | R2       | Summaformel    | Molmassa       | CAS-nummer       | PubChem        |
| ---------------- | -------------- | ------- | -------- | -------------- | -------------- | ---------------- | -------------- |
| Salvinorin A     |                | –OCOCH3 | −        | C23H28O8       | 432,46 g·mol−1 | 83729-01-5       | PubChem 128563 |
| Salvinorin B     | –OH            | −       | C21H26O7 | 390,43 g·mol−1 | 92545-30-7     | PubChem 11440685 |                |
| Salvinorin C     |                | –OCOCH3 | –OCOCH3  | C25H30O9       | 475,29 g·mol−1 | 385785-99-9      | –              |
| Salvinorin D     | –OCOCH3        | –OH     | C23H28O8 | 432,47 g·mol−1 | 540770-13-6    | –                |                |
| Salvinorin E     | –OH            | –OCOCH3 | C23H28O8 | 432,47 g·mol−1 | 540770-14-7    | PubChem 11729714 |                |
| Salvinorin F     | –OH            | –H      | C21H26O6 | 374,43 g·mol−1 | 540770-15-8    | –                |                |
| Salvinorin G     | =O             | –OCOCH3 | C23H26O8 | 430,45 g·mol−1 | 866622-54-0    | –                |                |
| Salvinorin H     | –OH            | –OH     | C21H26O7 | 390,43 g·mol−1 | 872004-62-1    | (Chemspider)     |                |
| Salvinorin I     |                | –       | –        | C21H28O7       | 392,45 g·mol−1 | 917951-71-4      | –              |
| 17α-Salvinorin J |                | –       | –        | C23H30O8       | 434,49 g·mol−1 | 1157894-83-1     | –              |
| 17β-Salvinorin J |                | –       | –        | C23H30O8       | 434,49 g·mol−1 | 1157894-85-3     | –              |

## Liknande ämnen
I jakt på ämnen med gynnsam biologisk aktivitet har olika syntetiska och semisyntetiska analoger framställts och studerats. Bland de semisyntetiska analogerna finns salvinorin B-etoximetyleter och salvinorin B-metoximetyleter. Helsyntetiska analoger inkluderar herkinorin.
Flera derivat kan framställas från salvinorin B. De flesta derivat är, i likhet med salvinorin A, agonister för kappa-opioidreceptorer. Derivatet 2-etoximetyl-salvinorin B har sju gånger starkare effekt på kappa-opioidreceptorer än salvinorin A, och är ett av få derivat som har visats ha ännu starkare effekt än salvinorin A. Vissa derivat av herkinorin, som är en my-opioidreceptoragonist, är svaga antagonister för my-opioidreceptorn.
Flera andra terpenoider har extraherats ur Salvia divinorum, några har format grupperna divinatorin and salvinicin. Inga av dessa ämnen har påvisats bidra till växtens psykoaktiva effekt.